# ادواردو آرزت
ادواردو آرزت (انگلیسی: Eduardo Arzt؛ زادهٔ ۲۲ فوریهٔ ۱۹۵۳) دانشمند در زمینه زیست‌شناسی مولکولی اهل آرژانتین است.
وی همچنین برندهٔ جوایزی همچون کمک‌هزینه گوگنهایم شده‌است.